# Stożek tekstylny
Stożek tekstylny, stożek złotogłów (Conus textile) – gatunek ślimaka z rodziny stożków (Conidae), żyjący w tropikalnych wodach Indo-Pacyfiku, zasiedlając piaszczyste dno pod skałami. Jest jednym z najbardziej jadowitych ślimaków świata (wraz z np. stożkiem marmurowym), a przy tym jest jednym z pospolitszych stożków, zazwyczaj osiągając ok. 7–9 cm, chociaż niejednokrotnie znajdywane są okazy o wiele większe. Nazwa tego gatunku ślimaka wzięła się od szczególnej faktury przypominającej tkaninę, która dekoruje muszlę. Liczebność tego stożka jest bardzo wysoka. W obrębie poszczególnych populacji występuje duże zróżnicowanie ubarwienia.

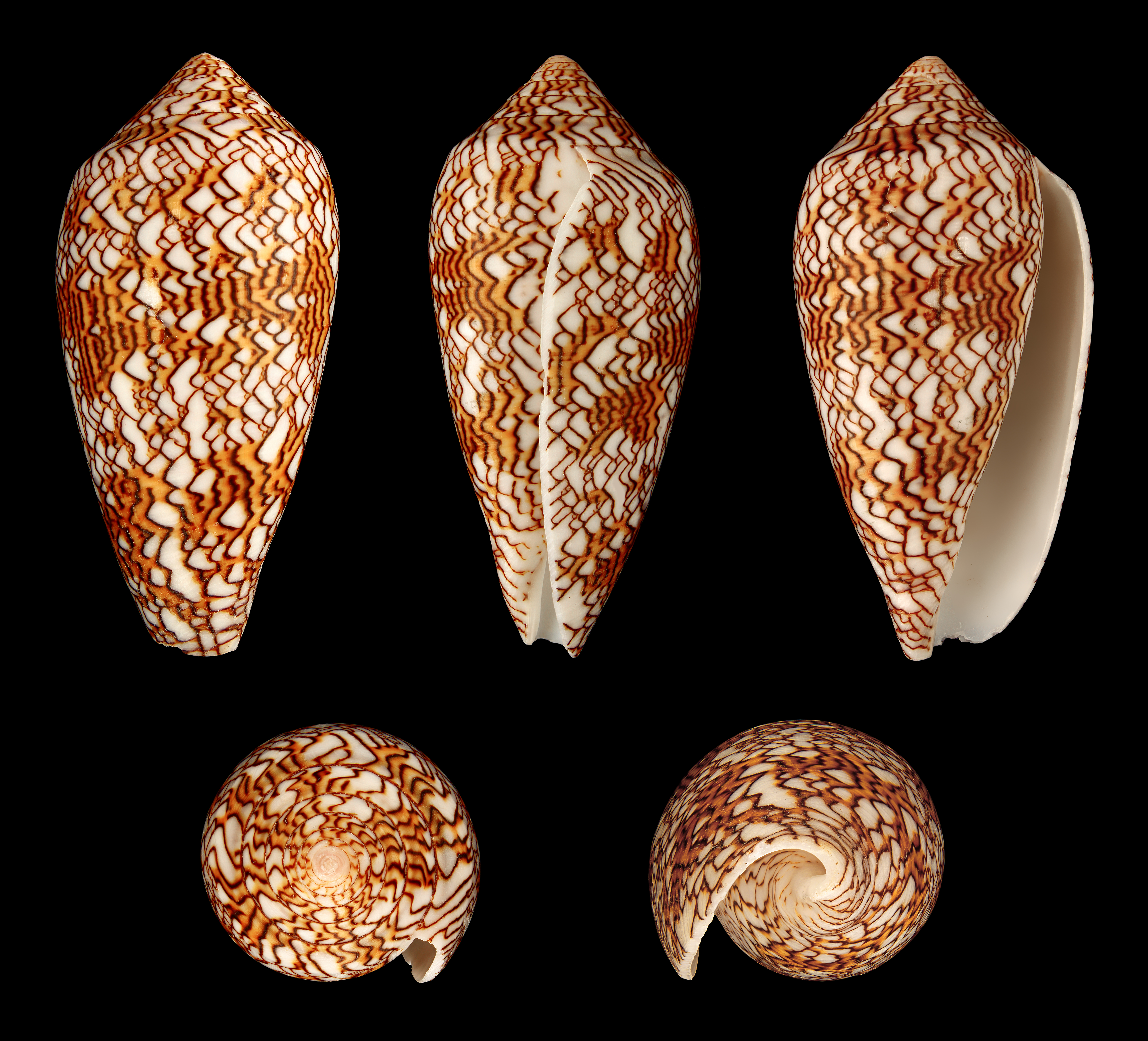
Muszla podgatunku Conus textile textile

Muszla jest gładka, jedynie u podstawy można dostrzec fałdy układające się w kształt spirali. Ściany boczne są proste, ewentualnie lekko wypukłe. Skrętka niska, jednak ostatnia z nich bywa silnie wypukła. Górna krawędź nieznacznie załamana, czasem zaokrąglona, a sam szczyt często skorodowany. Jest barwy białej z poprzecznymi pasami w odcieniach od żółtych po brązowe. Obficie upstrzona trójkątnymi, białymi plamami różnej wielkości, które się na siebie nakładają.